# Chiropterotriton mosaueri
Chiropterotriton mosaueri är en groddjursart som först beskrevs av Woodall 1941.  Chiropterotriton mosaueri ingår i släktet Chiropterotriton och familjen lunglösa salamandrar. IUCN kategoriserar arten globalt som otillräckligt studerad. Inga underarter finns listade i Catalogue of Life.